# 루빈 박물관

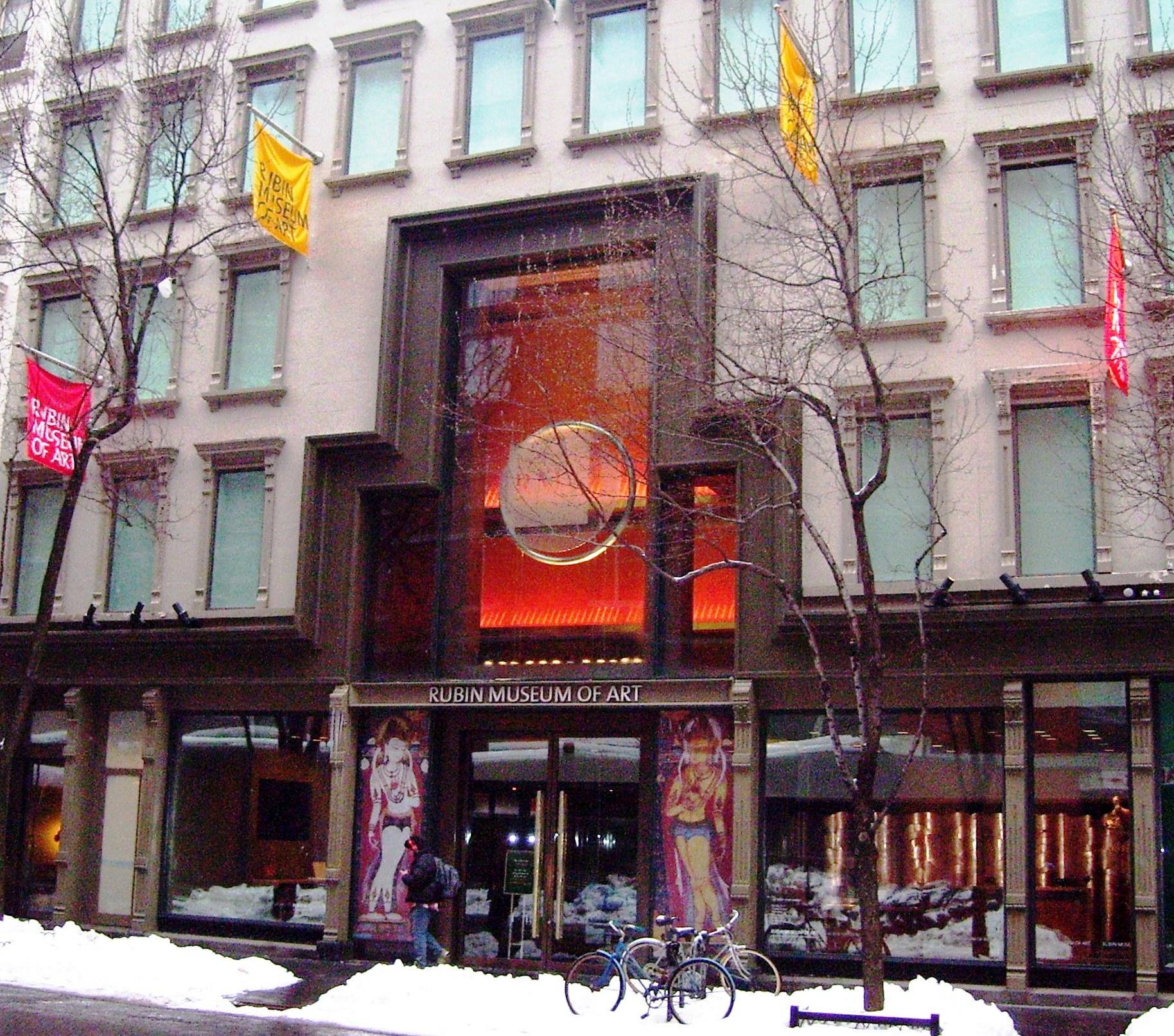
루빈 박물관

루빈 박물관(Rubin Museum of Art)은 뉴욕 첼시에 위치한 불교 미술관으로, 2004년 개관하였다.

## 같이 보기
- 뉴욕의 문화